# Macrothumia kuhlmannii
Macrothumia kuhlmannii är en videväxtart som först beskrevs av Herman Otto Sleumer, och fick sitt nu gällande namn av M.H.Alford. Macrothumia kuhlmannii ingår i släktet Macrothumia och familjen videväxter. Inga underarter finns listade i Catalogue of Life.